# Комі-зюздинці
Комі-зю́здинці (також Зю́здинці; Зюздинські ко́мі; самоназва Пермяки) — етнографічна група Комі в Афанасієвському районі (колишня Зюздинська волость) Кіровської області (раніше північний схід Глазовського повіту Вятської губернії). Зазвичай вважаються групою у складі комі-пермяків, однак від них зюздінцев відрізняє деяка близькість мови і культури до комі-зиряни, що обумовлено історично-територіальними причинами.

## Розселення

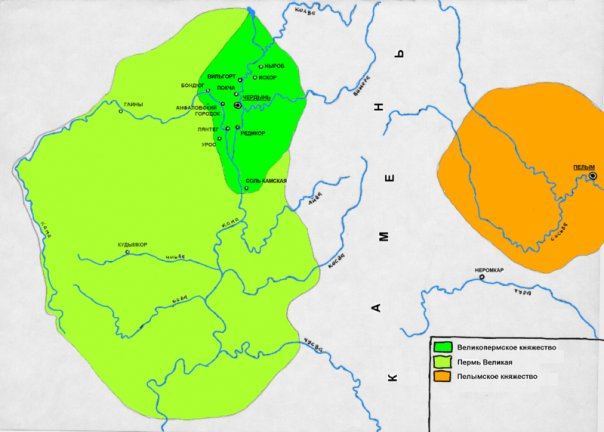
Пермь Велика позначена відтінками зеленого кольору. Зюздинці жили у верхів'ях р. Кама (західний кордон Пермі на карті)

Афанасієвський район, місце проживання комі-зюздинців, знаходиться на сході Кіровської області та межує із Удмуртією та Пермським краєм (у тому числі з Комі-Пермяцьким округом). Зюздинці — єдина група комі, яка на початку ХХ століття межувала з ареалом розселення споріднених їм удмуртів.

## Історія
Як і інші комі-пермяки, зюздинці є нащадками населення Великопермського князівства.
На відміну від більшості комі-пермяків, зюздинці жили на території не Пермської, а Вятської губернії Російської імперії. При створенні Комі-Пермяцького АО його західний кордон пройшов по колишній межі губерній, залишивши зюздинців поза межами автономії.
Протягом ХХ ст. більшість населення колишньої Зюздинської волості перейняла російську національну ідентичність та втратила мову комі, у той час як у сусідніх районах автономного округу мова та національна ідентичність були збережені.

## Чисельність
Зюздинські пермяки як етнографічна група до теперішнього часу зникли, влившись до складу оточуючого їх російського населення. Залишилися лише нечисленні люди похилого віку, які ще пам'ятають свою мову. У 50-х роках XX століття їх налічувалося понад 7 тисяч чоловік. У 1970 році вже налічувалось 700 пермських комі в районі. За переписом 1989 року в Афанасієвському районі було зареєстровано тільки 318 пермських комі. У 2002 році у всій Кіровській області 817 осіб назвали себе «пермськими комі».

## Антропологія
За антропологічними ознаками зюздінські комі відносяться до Вятсько-Камського сублапоноїдному типу, так само як комі-пермяки Пермського краю і Сисольскі комі-зиряни, що характеризується переважанням європеоїдних рис з меншою, але помітною монголоїдними ознаками.

## Мова та культура

Зюздинський діалект

Комі-зюздинці розмовляють на особливому діалекті мови комі, близькому до діалектів комі-пермяцької мови. Часто мова зюздинскіх пермяків сприймається як Верхньокамський діалект комі-пермяцької мови. В даний час ця етнічна група переважно використовує російську мову.
На мову та культуру зюздинців вплинуло прийняття старообрядництва. Зюздинскі комі перейняли і зберегли багато чого з архаїчних північноросійських традицій, в народному фольклорі збереглося багато ліричних жанрів.
У 1995 році в селі Московська Афанасіївського району був створений «Комі-пермяцький культурний центр» з метою збереження культурної спадщини пермських комі в районі. При центрі діє фольклорний колектив «Нірімдор».